# Guadalupe (Insel)
Guadalupe (span. Isla Guadalupe) ist eine Insel vulkanischen Ursprungs, die etwa 240 Kilometer westlich der mexikanischen Halbinsel Niederkalifornien liegt. Die Insel gehört zum Municipio Ensenada des Bundesstaates Baja California und ist Heimat vieler endemischer Arten.

## Bevölkerung
Einzig bewohntes Dorf mit 15 Gebäuden (Stand: 2008) ist Campo Oeste an der Westküste. Früher gab es auch an der Ostküste der Insel ein kleines Fischerdorf, Campo Este, doch diese Siedlung ist heute verlassen. Im Süden gibt es eine Wetterstation, Campamento Sur. Im nördlichen Inselinneren liegt Campo Bosque, das 1999 als temporäres Lager im Zypressenwald errichtet wurde. Das Lager beherbergt Mitglieder einer landwirtschaftlichen Genossenschaft, die, mit Erlaubnis des Sekretariats für Umwelt und natürliche Ressourcen und der Unterstützung des Sekretariats der Marine, Ziegen von der Insel entfernten und sie im Bundesstaat Sonora verkauften.

### Karte

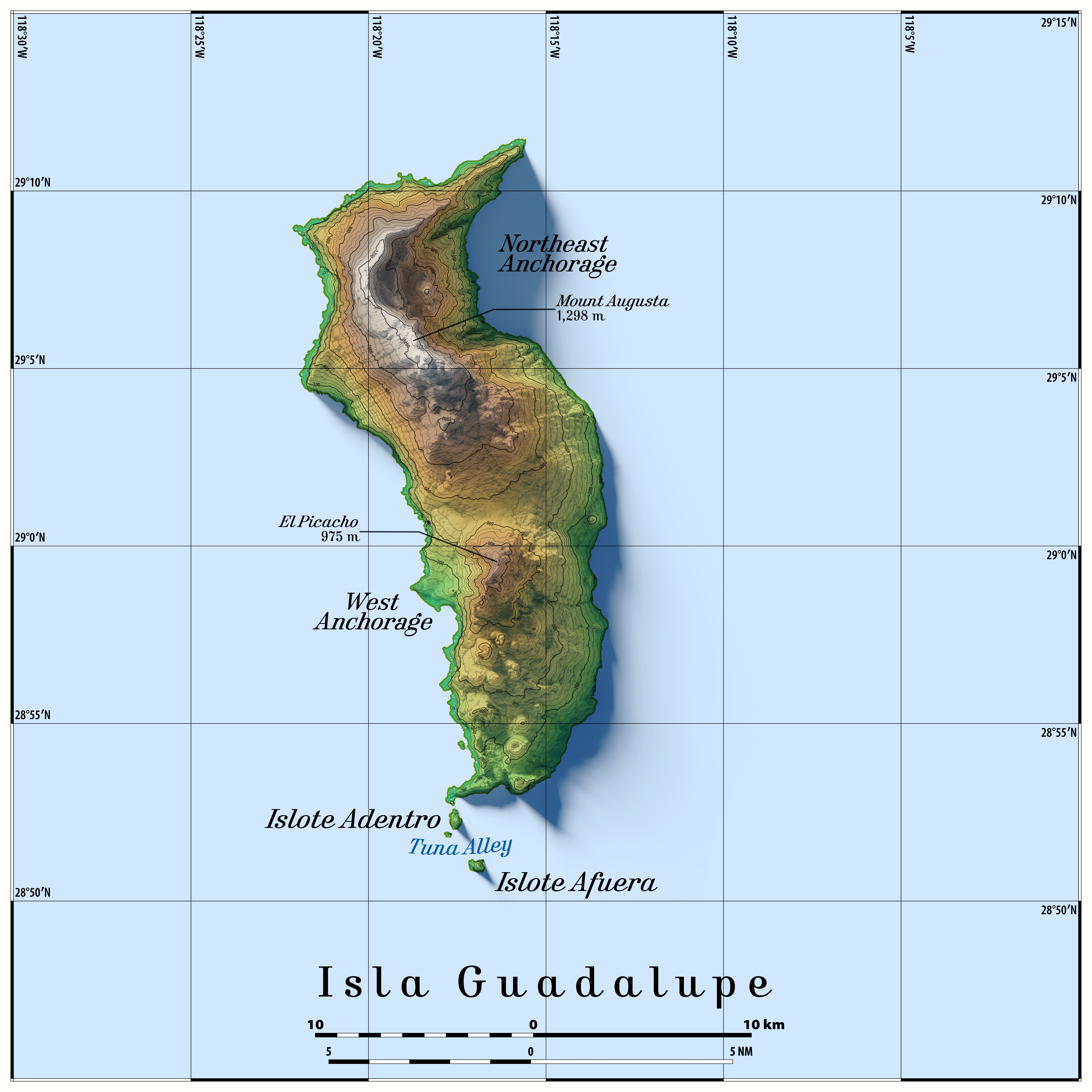
Topographische Karte der Insel Guadelupe

## Geographie
Die Insel hat eine Länge von ca. 40 km sowie eine Breite von bis zu 9,5 km. Die höchste Erhebung der 244 km² großen Insel ist der 1.298 Meter hohe Monte Augusta. Rund um die Insel ragen noch einige kleinere Felsen aus dem Meer.

## Flora und Fauna

### Fauna
Einige der typischen Tierarten für diese Insel besuchen auch die in der Nähe gelegenen kalifornischen Channel Islands. Charakteristisch für Guadalupe sind die großen Robbenkolonien. Sie stellen die Beute von Weißen Haien dar, welche vor der Küste zahlreich vertreten sind und bisweilen Teil von touristischen Expeditionen sind. Die an den Küsten heimischen Arten sind der Nördliche See-Elefant und der endemische Guadalupe-Seebär. Heimische Vogelarten sind unter anderem der Guadalupe-Felsenzaunkönig (Salpinctes obsoletus guadalupensis) und eine Unterart des Hausgimpels (Carpodacus mexicanus amplus), das Guadalupe-Rubingoldhähnchen (Regulus calendula obscurus) ist wahrscheinlich bereits ausgestorben. Ebenfalls ausgestorben sind der Guadalupe-Karakara und der Guadalupe-Wellenläufer (eine Sturmschwalben-Art) sowie die lokalen Unterarten von Buschzaunkönig (Thryomanes bewickii brevicauda), Goldspecht (Colaptes cafer rufipileus) und der Grundammer (Pipilo maculatus consobrinus). Ein großes Problem für die Vogelwelt stellen dabei wildernde Hauskatzen dar.

### Flora
Auch unter den Pflanzen gibt es zahlreiche endemische Arten wie die Guadalupe-Zypresse und die Guadalupe-Palme (Brahea edulis). Die Pflanzenwelt der Insel wurde stark von Hausziegen beschädigt. Russische Walfänger hatten sie im frühen 19. Jahrhundert eingeführt. Zeitweilig gab es über tausend Ziegen, die alle Pflanzen mit mehr als ein paar Zentimetern Höhe abfraßen. Erst nachdem die mexikanische Regierung im Juni 2005 die letzten Ziegen evakuiert hatte, konnte ein Biosphärenreservat eingerichtet werden.